# Cacosternum kinangopensis
Cacosternum kinangopensis é uma espécie de anfíbio anuro da família Pyxicephalidae. Está presente no Quénia. Não foi ainda avaliada pela UICN.